# Xylocoris lativentris
Xylocoris lativentris är en insektsart som först beskrevs av J. Sahlberg 1870.  Xylocoris lativentris ingår i släktet Xylocoris, och familjen näbbskinnbaggar. Arten är reproducerande i Sverige.